# Cadmoselit
Cadmoselit ist ein sehr selten vorkommendes Mineral aus der Mineralklasse der „Sulfide und Sulfosalze“. Es kristallisiert im hexagonalen Kristallsystem mit der Zusammensetzung CdSe, ist also chemisch gesehen Cadmiumselenid.
Cadmoselit entwickelt nur sehr kleine, hexagonal-pyramidale Kristalle im Bereich von einigen zehntel Millimetern mit horizontaler Streifung. Die Farbe des Minerals ist ungewöhnlich wechselhaft. Bei indirekter Beleuchtung wirkt es schwarz, im Auflicht dagegen hellgrau. In Öl getaucht erscheint die Farbe schwach braun mit inneren, bräunlichen Reflexionen.

## Etymologie und Geschichte
Erstmals gefunden wurde Cadmoselit 1957 in der „Ust'Uyok“-Lagerstätte bei Turan (Südsibirien, Russland) und beschrieben durch E. Z. Buryanova, G. A. Kovalev und A. I. Komkov, die das Mineral nach seiner Zusammensetzung Cadmium und Selen benannten.

## Klassifikation
In der veralteten 8. Auflage der Mineralsystematik nach Strunz gehörte der Cadmoselit zur Mineralklasse der „Sulfide und Sulfosalze“ und dort zur Abteilung „Sulfide mit M : S = 1 : 1“, wo er gemeinsam mit Greenockit, Rhodostannit und Wurtzit in der „Wurtzit-Reihe“ mit der Systemnummer II/B.06 steht.
In der zuletzt 2018 überarbeiteten Lapis-Systematik nach Stefan Weiß, die formal auf der alten Systematik von Karl Hugo Strunz in der 8. Auflage basiert, erhielt das Mineral die System- und Mineralnummer II/C.13-040. Dies entspricht der Klasse der „Sulfide und Sulfosalze“ und dort der Abteilung „Sulfide mit dem Stoffmengenverhältnis Metall : S,Se,Te ≈ 1 : 1“, wo Cadmoselit zusammen mit Buseckit, Greenockit, Rambergit und Wurtzit eine unbenannte Gruppe mit der Systemnummer II/C.13 bildet.
Die von der International Mineralogical Association (IMA) zuletzt 2009 aktualisierte 9. Auflage der Strunz’schen Mineralsystematik ordnet den Cadmoselit in die Klasse der „Sulfide und Sulfosalze (Sulfide, Selenide, Telluride, Arsenide, Antimonide, Bismutide, Sulfarsenide, Sulfantimonide, Sulfbismutide)“ und dort in die Abteilung „Metallsulfide, M : S = 1 : 1 (und ähnliche)“ ein. Hier ist das Mineral in der Unterabteilung „mit Zink (Zn), Eisen (Fe), Kupfer (Cu), Silber (Ag) usw.“ zu finden, wo es zusammen mit Greenockit, Rambergit und Wurtzit die „Wurtzitgruppe“ mit der Systemnummer 2.CB.45 bildet.
In der vorwiegend im englischen Sprachraum gebräuchlichen Systematik der Minerale nach Dana hat Cadmoselit die System- und Mineralnummer 02.08.07.03. Das entspricht der Klasse der „Sulfide und Sulfosalze“ und dort der Abteilung „Sulfidminerale“. Hier findet er sich innerhalb der Unterabteilung „Sulfide – einschließlich Seleniden und Telluriden – mit der Zusammensetzung AmBnXp, mit (m+n):p=1:1“ in der „Wurtzitgruppe (Hexagonal: P63mc)“, in der auch Wurtzit, Greenockit und Rambergit eingeordnet sind.

## Bildung und Fundorte
Cadmoselit bildet sich in sedimentären Schichten unter reduzierenden Bedingungen bei mittlerer bis hoher Alkalinität. Begleitminerale sind unter anderem Calcit, Clausthalit, Ferroselit, Greenockit, Laumontit, Pyrit und gediegen Selen.
Außer an seiner Typlokalität „Ust'Uyok“ in Russland konnte Cadmoselit bisher nur noch in der „Kidd Creek Mine“ im Bezirk Cochrane (Ontario) in Kanada und in der „Tumiñico Mine“, Sierra de Cacho in der argentinischen Provinz La Rioja gefunden werden (Stand: 2009).

## Kristallstruktur
Cadmoselit kristallisiert hexagonal in der Raumgruppe P63mc (Raumgruppen-Nr. 186) mit den Gitterparametern a = 4,30 Å und c = 7,02 Å sowie zwei Formeleinheiten pro Elementarzelle.